# 陳乃賡
陳乃賡（?—?），字虞臣，浙江省杭州府海寧州人，清朝政治人物、同進士出身。
光緒十八年（1892年），参加光緒壬辰科殿試，登進士三甲35名。同年五月，以主事分部学习。官刑部贵州司主事。